# IC 5266
IC 5266 — галактика типу Sb (компактна витягнута галактика) у сузір'ї Тукан.
Цей об'єкт міститься в оригінальній редакції індексного каталогу.